# Залуский, Анджей Станислав
А́нджей Стани́слав Залу́ский (Андрей Станислав Залуский; пол. Andrzej Stanisław Załuski; 2 декабря 1695 — 16 декабря 1758) — католический прелат, епископ Луцка с 19 ноября 1736 года по 8 марта 1739 год, епископ Хелмно с 8 марта 1739 года по 12 марта 1746 год, епископ Кракова с 12 марта 1746 года по 16 декабря 1758 год, брат Юзефа Анджея Залуского.
Был епископом в Плоцке, Луцке, Хелмно, Кракове и коронным канцлером. Кроме ряда синодальных постановлений, которыми он старался упорядочить внутренний строй католического духовенства в Польше, Залуский известен ещё и своей благотворительностью и меценатством: он поддерживал учёных и усердно помогал брату при составлении его знаменитой библиотеки.